# Portada/efemèride setembre 23
Bruce Springsteen
« 22 de setembre · 23 de setembre · 24 de setembre »